# Embodiment
Embodiment är det första studioalbumet av det svenska death metal-bandet Divine Souls. Albumet gavs ut år 2001 av det italienska skivbolaget Scarlet Records.

## Låtlista
1. "Perished" – 5:01
2. "As Life and Death Collide" – 5:00
3. "Razorsharp" – 3:48
4. "Erase the Burden" – 3:30
5. "Embodiment" – 3:56
6. "Scars" – 4:50
7. "Serenity of a Departed Soul" – 4:24
8. "In the Absence of Life" – 3:42